# Hal Willner
Pour les articles homonymes, voir Wilner, Alfred Maria Willner et Robert Willner.
Hal Willner, né le 6 avril 1956 à Philadelphie (Pennsylvanie) et mort le 7 avril 2020 à New York, est un producteur de musique et compositeur américain travaillant dans l'enregistrement, le cinéma, la télévision et les événements en direct.

## Biographie
Hal Willner a notamment produit des albums pour Lou Reed, Bill Frisell, William S. Burroughs, Leonard Cohen, Gavin Friday, Marianne Faithfull, Lucinda Williams, Laurie Anderson et Allen Ginsberg.
Il meurt le 7 avril 2020, à New York à l'âge de 64 ans, de complications liées à la Covid-19.

## Productions

### Albums conceptuels produits par Hal Willner
- Amarcord Nino Rota (en) (1981), le premier album hommage de Willner rend hommage au compositeur italien Nino Rota interprétant sa musique de films de Federico Fellini par des musiciens de jazz dont : Wynton et Branford Marsalis ; Carla Bley ; Muhal Richard Abrams ; Bill Frisell ; Steve Lacy ; et Jaki Byard ; avec l'auteure-compositrice-interprète Deborah Harry[5].
- That's The Way I Feel Now: A Tribute to Thelonious Monk (1984) présente des musiciens de pop et de jazz dont Steve Lacy, Dr. John, John Zorn, Donald Fagen et Peter Frampton.
- w:Lost in the Stars: The Music of Kurt Weill (1985) : musiciens allant de Sting à Charlie Haden
- w:Stay Awake: Various Interpretations of Music from Vintage Disney Films (1988) : performances de chansons de films de Walt Disney par un large éventail d'artistes de Sun Ra à Michael Stipe, Ringo Starr, Yma Sumac et Ken Nordine
- Weird Nightmare: Meditations on Mingus (1992) est un hommage à Charles Mingus, mettant en vedette des instruments conçus et construits par le compositeur américain Harry Partch, prêté par sa succession. Les interprètes incluent Bill Frisell, Vernon Reid, Henry Rollins, Keith Richards, Charlie Watts, Don Byron, Henry Threadgill, Gary Lucas, Bobby Previte, Robert Quine, Leonard Cohen, Diamanda Galás, Chuck D, Francis Thumm et Elvis Costello
- Chansons de septembre : La musique de Kurt Weill (1995) recréation de l'hommage précédent à Weill en tant que spécial télévisé canadien réalisé par Larry Weinstein. Un CD a été publié comprenant des performances de Nick Cave et PJ Harvey . La liste des interprètes de cet enregistrement est assez différente de la liste des interprètes de son précédent hommage à Weill. Certains de ceux qui figurent sur les deux hommages, tels que Lou Reed et Charlie Haden, fournissent de nouveaux enregistrements des pièces auxquelles ils ont contribué précédemment. La plupart des morceaux inclus sont les mêmes, bien que le nouvel enregistrement tende vers des enregistrements plus historiques ( Lotte Lenya, Bertolt Brecht et Weill lui-même), tandis que le précédent semblait plus avant-gardistes.
- w:Stormy Weather: The Music of Harold Arlen (2003), une autre émission télé de Larry Weinstein. Le CD comprend des performances de Rufus Wainwright, Debbie Harry, David Johansen, Eric Mingus et Sandra Bernhard
- Leonard Cohen: I'm Your Man (2006) bande originale du film documentaire de Lian Lunson sur l'événement hommage à Leonard Cohen Willner Came So Far for Beauty
- w:Rogue's Gallery: Pirate Ballads, Sea Songs, and Chanteys (2006) Le double CD comprend des artistes allant de Bono à Van Dyke Parks .
- The Harry Smith Project : Anthology of American Folk Music Revisited (2006). Enregistré lors des événements Harry Smith Project de Hal Willner à Londres (1999), Brooklyn (1999) et LA (2001), plus un documentaire DVD.
- w:Son of Rogues Gallery: Pirate Ballads, Sea Songs & Chanteys (2013) est un album de compilation de chants de marins et la suite de Rogue's Gallery en 2006.
- Hipster à tête d'ange : The Songs of Marc Bolan & T. Rex (2020) est un album de compilation qui rend hommage à Marc Bolan intronisé au Temple de la renommée du rock and roll 2020 et à son groupe T. Rex, bien que les chansons incluses sur l'album couvrent à la fois le T. Rex et les époques antérieures du Tyrannosaurus Rex. Willner raconte dans les notes de l'album qu'il a été exposé aux albums de Tyrannosaurus Rex w:A Beard Of Stars et Unicorn au début des années 1970 alors qu'il était encore au lycée, et plus tard à l'album séminal Glam Rock Electric Warrior de l'époque T. Rex. Des décennies plus tard, BMG a approché Willner pour produire un album hommage à Marc en tant que compositeur, et AngelHeaded Hipster en est le résultat. Le double CD et l'album vinyle comprend des performances de Kesha, Nick Cave, Joan Jett, Devendra Banhart, Lucinda Williams, Peaches, BORNS, Beth Orton, King Khan, Gaby Moreno, U2 et Elton John, John Cameron Mitchell, Emily Haines, Father John Misty, Perry Farrell, Elysian Fields, Gavin Friday, Nena, Marc Almond, Helga Davis, Todd Rundgren, Jesse Harris, Sean Lennon et Charlotte Kemp Muhl, Victoria Williams et Julian Lennon, David Johanson et Maria McKee . L'album est sorti post-mortem en septembre 2020.

### Concerts thématiques produits par Hal Willner
- Salutations de Tim Buckley (Brooklyn 1991) [3][pas clair]
- Nevermore : Poems & Stories of Edgar Allan Poe (Brooklyn 1995), [4] qui a conduit à l'album Closed on Account of Rabies (1997), puis Hal Willner's Halloween Show : Never Bet the Devil your Head (Los Angeles 2002), puis Fermé pour cause de rage : poèmes et contes d'Edgar Allan Poe (Los Angeles 2001) [5][pas clair]
- Hommage à Allen Ginsberg (Los Angeles)
- Les écrits du Marquis de Sade (New York 1998)
- Le projet Harry Smith (Londres 1999, Los Angeles 2001)
- Le projet Doc Pomus (New York City 2001)
- Came So Far for Beauty, An Evening of Songs de Leonard Cohen (Brooklyn 2003, Brighton 2004, Sydney 2005, Dublin 2006) [6] [7] [8]
- Dream Comfort Memory Despair: The Songs of Neil Young (Brooklyn 2004), suivi du Neil Young Project de Hal Willner (Vancouver 2010) [9]
- Partenaires parfaits : Nino Rota & Federico Fellini (Londres 2004)
- Shock and Awe : Les chansons de Randy Newman (Los Angeles 2004)
- Mangeons: Festin du Firesign Theatre (Los Angeles 2004) [10] [11][pas clair]
- Forest of No Return: Hal Willner Presents Vintage Disney Songbook (Londres 2007), suivi de Stay Awake: 20th Anniversary of the Classic Recording of Disney Songs (Brooklyn 2008) [12] ( Hal Willner's Stay Awake à UCLA était prévu pour le 30 octobre, 2008, mais a été annulé en raison de l'indisponibilité de certains artistes) [13]
- Rogue's Gallery (NYC 2007, Dublin 2008, Londres 2008, Gateshead 2008, Sydney 2010)
- Projet Bill Withers de Hal Willner (Brooklyn 2008)
- Engendre: Lectures de l'œuvre de Burroughs, DeSade & Poe (Brooklyn 2009) [14]
- Vous avez le droit de chanter le blues ? Musique et lectures de A Fine Romance, auteurs-compositeurs juifs, chansons américaines (NYC 2010) [5]
- Une soirée avec Gavin Friday and Friends (New York, Carnegie Hall, 2009) [15]
- Projet Freedom Riders de Hal Willner (Brooklyn 2011) [16]
- Shelebration: Les œuvres de Shel Silverstein (New York 2011) [17]
- Amarcord Nino Rota de Hal Willner (Londres, The Barbican, 2013; New York, Lincoln Center, 2018) [18]
- The Bells: A Day Long Celebration of Lou Reed (New York, 30 juillet 2016) [19]
- « Demain, c'est long : chansons du concert de la mairie de Bob Dylan en 1963 » (Hôtel de ville de New York le jeudi 24 mai 2018) [20]

### Enregistrements parlés
Avec la prévalence croissante des albums hommage à la fin des années 1980 (comme Red Hot + Blue ), Willner a décidé de tourner son attention vers les enregistrements de créations orales.
- Dead City Radio (1990) by William Burroughs has musical backing by Sonic Youth, Donald Fagen, John Cale and others.
- Spare Ass Annie and Other Tales (1996) by William Burroughs with music by The Disposable Heroes of Hiphoprisy.
- The Lion for Real by Allen Ginsberg (Mouth Almighty Records 1989) features musical accompaniment by Bill Frisell, Philip Glass, Paul McCartney and others.
- Closed on Account of Rabies (Mouth Almighty Records 1997) consists of readings of Edgar Allan Poe poems and tales by Iggy Pop and others. As Willner's only "spoken word" tribute album, it fits in the context of his other music-based tributes.
- In with the Out Crowd (Mouth Almighty Records 1998) by poet Bob Holman.
- Let the Buyer Beware (2004) is an authoritative six CD box set of historic recordings by the comedian Lenny Bruce.

### Projets liés au cinéma
- The Carl Stalling Project : Deux CD de musique composée et/ou arrangée par Carl Stalling pour les dessins animés de Warner Brothers . Le premier CD est sorti en 1990 ; "Volume 2" est sorti en 1995.
- Les bandes originales des films Short Cuts (1993) et Kansas City (1996) de Robert Altman.
- Superviseur musical ou producteur pour The Million Dollar Hotel (Dir. Wim Wenders, 2000), À la rencontre de Forrester (Dir. Gus Van Sant, 2000), Gangs of New York (Dir. Martin Scorsese, 2002), Les Nuits de Talladega (Dir. Adam McKay, 2006) et autres.

## Filmographie

### Cinéma (département musique)
- 1986 : Mala Noche (superviseur)
- 1987 : Candy Mountain (producteur)
- 1988 : SOS Daffy Duck (Duck's Quackbusters) (coordinateur)
- 1993 : Short Cuts (producteur)
- 1996 : Kansas City (producteur)
- 2000 : À la rencontre de Forrester (Finding Forrester) (producteur de la musique originale - superviseur)
- 2000 : The Million Dollar Hotel (producteur)
- 2002 : Gangs of New York (producteur de la musique originale)
- 2004 : Anchorman: The Legend of Ron Burgundy (consultant)
- 2005 : Ma sorcière bien-aimée (Bewitched) (consultant)
- 2006 : Ricky Bobby : Roi du circuit (Talladega Nights: The Ballad of Ricky Bobby) (superviseur)
- 2007 : Dark Matter (superviseur)
- 2008 : Frangins malgré eux (superviseur)
- 2010 : Meskada (directeur musical)
- 2010 : Howl (superviseur)
- 2012 : Des hommes sans loi (Lawless) (producteur)
- 2012 : Casa de mi Padre (superviseur)
- 2012 : For Ellen (consultant, comme Hal Wilner)
- 2016 : Norman: The Moderate Rise and Tragic Fall of a New York Fixer (producteur)
- 2017 : The Dinner (producteur)
- 2018 : Change in the Air (producteur)